# Marco Hesina
Marco Hesina (* 6. Dezember 1991) ist ein österreichischer Fußballspieler.

## Karriere
Hesina begann seine Karriere beim SV Hall. 2005 ging er in die AKA Tirol. 2007 wechselte er zum FC Wacker Tirol. Sein Bundesliga- und Profidebüt gab er am 36. Spieltag 2006/07 gegen die SV Mattersburg. 2008 kehrte er zum SV Hall zurück. 2011 wechselte er zur WSG Wattens. 2015 wurde er an den inzwischen umbenannten FC Wacker Innsbruck verliehen. Nachdem er für die Innsbrucker Amateure in 26 Spielen 25 Tore erzielen konnte, wurde er nach Saisonende von Wacker mit einem Profivertrag, der ein Jahr läuft, ausgestattet.
Zur Saison 2017/18 wechselte er zum Regionalligisten FC Kufstein.

## Besonderes
Hesina ist mit 15 Jahren, 5 Monaten und 14 Tagen der jüngste Bundesligaspieler aller Zeiten.